# Francisco Chapadinha
Francisco Chapadinha é um político brasileiro, do estado do Pará.

## Biografia
Foi eleito deputado federal em 2014, para a 55.ª legislatura (2015-2019), pelo PSD. Posteriormente, mudou de partindo, indo para o PTN, atual Podemos.
Votou a favor do Processo de impeachment de Dilma Rousseff. Já durante o Governo Michel Temer, votou a favor da PEC do Teto dos Gastos Públicos.
Em abril de 2017 foi favorável à Reforma Trabalhista. 

## Votações contra a investigação de Michel Temer
Em agosto de 2017 votou contra o processo em que se pedia abertura de investigação do então presidente Michel Temer, ajudando a arquivar a denúncia do Ministério Público Federal.

Na sessão do dia 25 de outubro de 2017, o deputado, mais uma vez, votou contra o prosseguimento da investigação do então presidente Michel Temer, acusado pelos crimes de obstrução de Justiça e organização criminosa. O resultado da votação livrou o Michel Temer de uma investigação por parte do Supremo Tribunal Federal (STF). 